# Gangut (cuirassé, 1911)
Pour les articles homonymes, voir Gangut.
Le Gangut (en russe : Гангут) est un cuirassé de classe Gangut qui servit dans la Marine impériale de Russie de 1911 à 1917 puis dans la Marine soviétique de 1917 à 1956. Le 27 juin 1925, il prend le nom de Oktyabrskaya Revolutsiya (Russe : Октябрьская революция – Révolution d'Octobre). Il prit part à trois conflits : la Première Guerre mondiale, la guerre d'Hiver (1939-1940), la Seconde Guerre mondiale. En raison de son comportement héroïque lors de la défense de Leningrad, ce navire de guerre reçoit l'Ordre du Drapeau rouge.

## Construction
En raison d'une production d'acier insuffisante, la construction du Gangut prend énormément de temps. Quatre sisters-ships de la classe Gangut sont construits : le Gangut, le Petropavlovsk le Sebastopol et le Poltava. Le concepteur de ce cuirassé est I.G. Boubnov.

## Service opérationnel
Fin novembre 1914, le Gangut est affecté à la 2e escadre des cuirassés de la flotte de la Baltique, son port d'attache étant Helsinki. Le premier commandant nommé à bord du Gangut est Nikolaï Grigorov (1873-1944).

### Première Guerre mondiale
La seule bataille à laquelle le Gangut participe est celle engagée dans le golfe de Riga au cours de la Première Guerre mondiale. Le 8 août 1915, plusieurs navires de la marine impériale allemande, dont le Nassau, tentent de pénétrer dans le golfe. L'entrée de la baie est protégé par le croiseur Novik. Le Glory, le Petropavlovsk et le Gangut viennent prêter main-forte au croiseur russe. Les navires de la Marine impériale d'Allemagne ne parviennent pas à pénétrer dans le golfe de Riga.
En 1915, Kedrov remplace l'amiral Grigorov au poste de commandant en chef du Gangut. Dès les premiers mois, une mutinerie éclate à bord du cuirassé. Le 17 décembre 1915 l'enquête sur la rébellion est décrite dans une lettre adressée au chef des armées du front Nord. La nouvelle concernant le soulèvement de l'équipage du Gangut parvint à l'amiral Nikolaï Grigorov, ce dernier réclama la clémence pour les membres de son ancien équipage.
Au printemps 1918, en raison du traité de Brest-Litovsk, la flotte de la Baltique doit quitter la Finlande désormais indépendante et rallier  Kronstadt. Avec l'aide de brise-glaces, le Gangut accompagné d'autres navires de la flotte russe traverse la mer Baltique encore gelée (expédition de glace).

### Modernisation duGangut
Durant plusieurs années, le Gangut reste en cale sèche au chantier naval de l'Amirauté à Saint-Pétersbourg. En 1924, une commission présidée par Vlassev, chef du bureau technique, sélectionne certains navires de la flotte de la Baltique pour les réparations et la finalisation, mais, pour des raisons financières, le Gangut n'est pas mentionné dans la liste.
À la fin de l'année 1924, une nouvelle vie est accordée au Gangut. Le 18 avril 1925, le navire est affecté aux forces navales de la mer Baltique. Le 26 mai 1924, il entreprit une longue expédition. Le cuirassé fut envoyé à Kronstadt pour de nouvelles réparations et une modernisation de sa propulsion. Le 15 mai 1925, le pavillon est hissé sur le cuirassé, le commandement du Gangut est confié à I.E. Salmine.

### Révolution d'Octobre

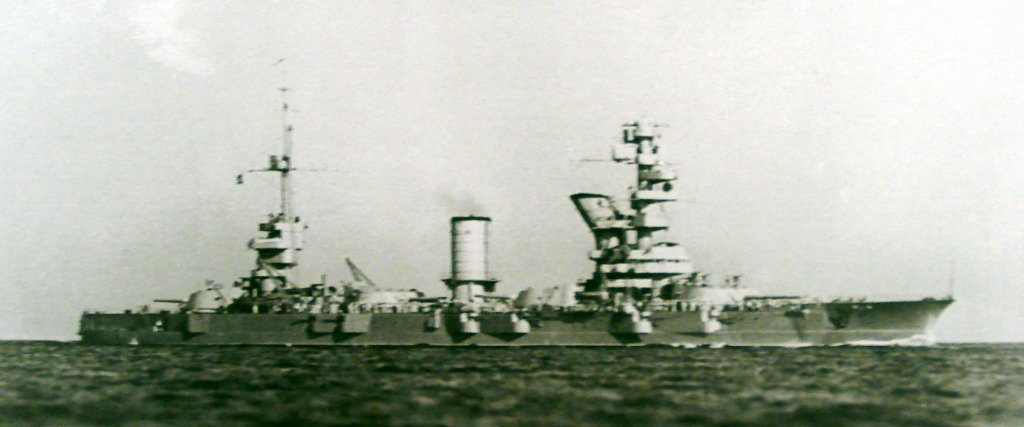
Le Révolution d'Octobre

Le 2 juillet 1925 le Gangut prend le nom de Révolution d'Octobre (russe : Октябрьская революция, Oktyabrskaya Revolutsiya). C'est sous ce nom qu'il prend part à la défense de Leningrad. De 1931 à 1934, le Révolution d'Octobre est une nouvelle fois modernisé (radio, le charbon est remplacé par le pétrole). Dans les années 1930, l'amiral I.E. Salmine est remplacé par Nikolaï Nesvitsky.

### Guerre d'Hiver
En décembre 1939, au cours du conflit soviéto-finlandais (1939-1940), le Révolution d'Octobre attaqua la ligne défensive de Mannerheim. Malgré plusieurs tentatives, il ne réussit pas à détruire la ligne de fortification finlandaise.

### Seconde Guerre mondiale
Dès la déclaration de la Seconde Guerre mondiale, le Révolution d'Octobre entreprend un voyage de Tallinn à Kronstadt, puis, de ce port, se rend à Leningrad (septembre 1941). Le cuirassé prend part à la défense de cette ville pendant toute la durée du conflit opposant l'URSS à l'Allemagne nazie. De 1941 à 1945, sous le commandement de M.Z. Moskalenko, N.A. Petrichev et S.D. Soloukhine, l'artillerie de marine ouvre le feu sur les forces armées allemandes. Armé de canons anti-aériens (quatre canons de 75 mm ; 14 × 37 mm ; 10 mitrailleuses de 12,7 mm ; et 89 de 7,62 mm installées en 1941), le cuirassé dirige ses tirs contre les pilotes de la Luftwaffe.
Au cours de l'attaque aérienne du 21 septembre 1941, le Révolution d'Octobre est touché par trois bombes. Lors du raid aérien du 27 septembre 1941, une bombe atteint les tourelles du cuirassé provoquant un incendie à bord : le mécanisme de rotation reste bloqué mais le navire continue la défense de la Leningrad. En 1944, le Révolution d'Octobre apporte son soutien lors de l'offensive du front de Léningrad.
Pour son comportement héroïque lors de la défense de Leningrad, le 22 juillet 1944, le Révolution d'Octobre est décoré de l'Ordre du Drapeau rouge.

### L'après-guerre
Pendant dix ans le Révolution d'Octobre reste à quai. En 1954, il est utilisé comme navire école pour l'enseignement naval des jeunes marins soviétiques.

## Démantèlement
En 1956, le Révolution d'Octobre est rayé de la liste des navires de la Marine soviétique. En 1959, le cuirassé est mis en cale sèche et démantelé pour la ferraille.
Les ancres et les canons anti-aériens furent installés dans le parc de la ville de Kronstadt.

## Autres navires de même nom
- Gangut : navire à voiles de la Marine impériale de Russie (1719-1736)
- Gangut : cuirassé de la Marine impériale de Russie (1888-1897)
- Un croiseur soviétique appartenant à la flotte du Nord porta le nom Révolution d'Octobre. Ce bâtiment de guerre fut commandé par le capitaine (premier rang, grade correspondant à celui de colonel dans l'infanterie ou l'armée de l'air) Alexandre Palekhine de 1956 à 1975. Ce navire fut retiré des effectifs de la flotte soviétique en 1975.

## Commandants duGangut
- Nikolaï Mitrofanovitch Grigorov
- M.A. Kedrov
- I.E. Salmin
- Nikolaï Nesvistsky

## Distinction

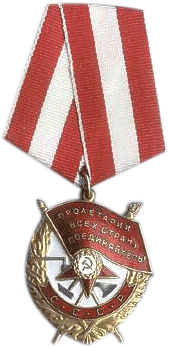

- 22 juillet 1944 : Ordre du Drapeau rouge